# سارة بولسين
سارة بولسين (28 يوليو 1997 في الدنمارك - ) (بالدنماركية: Sarah Paulsen)‏ هي لاعبة كرة يد دانمركية. لعبت مع Viborg HK ‏.

## وصلات خارجية
- سارة بولسين على موقع الدوري الفرنسي لكرة اليد للسيدات (الفرنسية)